# Гартел
Театар Гартел је креативни студио у Сремској Митровици, основан 3. јуна 2010. године. Театар носи симболичан назив, свако слово означава једну битну особину, Г као грациозност, А као амбициозност, Р као рационалност, Т као театралнсот, Е као етика и Л као лепота.

## Настанак и подела
Театар је покренула 2010. године Гордана Лукић са циљем да афирмише и помаже младе таленте Сремске Митровице. Театар траје до данас, а броји око шездесетак чланова распоређених у три групе на основу старости - млађи основношколски узраст, старији основношколски и средњошколски узраст.
За професионалне представе ангажује пофесионалне сараднике по пројекту, најблискије сарађује са Позориштем Добрица Милутиновић, Центром за културу Сирмиумарт, Установом за неговање културе Срем и Туристичком организацијом Града Сремска Митровица, као и свим другим установама културе, организацијама и удружењима.
У кратком периоду постојања Театар је остварио значајан број представа и успешно наступао на бројним смотрама и фестивалима.

## Најуспешније представе

### Дечије
- Јао, моја породица ме излуђује!
- Црвенкапа и збуњени вук
- Бубице - Заљубице
- Како су постале ружне речи
- Смехотрес у нашем граду
- Љубав је кључ од живота
- У цара Тројана козије уши
- Град са зечијим ушима
- Јулија и Ромео
- Успавана лепотица
- Приче из чаробне шуме
- Трапави змај
- Kраљевски фестивал
- Деца су у моди ( Владимир Андрић – Гордана Лукић)
- Kнедла у грлу
- Поетске руковети
- Царски заточник

### Омладинске
- Ми, деца са станице ЗОО
- Брилијантин
- Драма о трагедији комедије
- Путујуће позориште Шопаловић
- Отворена врата
- Боинг-боинг
- Лудусирање летње ноћи
- Хамлет, римејк
- О мушкарцима и колачима
- Вечерас импровизујемо
- Барбело
- Хепи енд
- Било једном у Театру
- Бриши од своје жене
- Бриши од свог мужа
- Да ли је то била шева?

### Професионални пројекти
- Школско звоно ( 2010)
- Милански едикт (2013)
- Ја знам ко сам... (2014.) Сценска епопеја - поводом обележавања 100 година Великог рата – копродукција са Центром за културу Сирмиумарт
- Књиге, браћо моја, књиге, а не звона и прапорце... ( 2015) - Поводом 150 година Библиотеке „Глигорије Возаровић
- Царски Сирмијум - град легенди (2017)
- Тријада о царевима (2017)
- Легенда о Максимијану Херкулију
- Пробус- легенда о цару и вину
- Уплакана Kатарина

## Смотре (Фестивали) и награде
Сваке године бележе успешне наступе на општинским, зонским и покрајинским смотрама, уз плакете, глумачке награде и награде за колективну игру.
- Представа Црвенкапа и збуњени вук селектована је на Фестивалу Дани хумора за децу (Лазаревац) и ФЕСТИЋ (Београд) - Стручни жири доделио „Похвалу за представу у целини и допринос развоју позоришне културе и уметности” и „Велику награду за глумачку креацију” Милану Стевановићу.
- У цара Тројана козије уши – 56. Мајксе игре (Бечеј);
- Јулија и Ромео –Републичка смотра; Најбоља представа на Фестивалу ДАНИ ХУМОРА у Лазаревцу.
- Боинг- Боинг – Youth Theatre Festival (Нови Пазар);[2] Фестивал омладинских сцена –ФОС, (Бела Паланка); Фестивал академских позоришта (Нови Сад). Награде за колективну игру и глумачке награде за Николу Станковића и Кристина Ивић.
- – Фестивал „Удахни културу” ( Шабац). Глумачка награда: Горан Вучановић.
- Лудусирање летње ноћи – Фестивал ШТРИХ ФЕСТ – Београд; Фестивал „Удахни културу” - Шабац: Гордана Лукић, награда за сценску адаптацију и глумачке награде Огњен Тутић и Горан Вучановић.
- Хамлет, римејк – Награде на Општинској и Зонској Смотри драмског стваралаштва. Похвала на ДОПС Фесту у Јагодини; Најбоља представа на 7. Војвођанском омладинском позоришном фестивалу у Кули.